# Get-Rich-Quick Wallingford (film fra 1921)
Get-Rich-Quick Wallingford er en amerikansk stumfilm fra 1921 af Frank Borzage.

## Medvirkende
- Sam Hardy som J. Rufus Wallingford
- Norman Kerry som 'Blackie' Daw
- Doris Kenyon som Fannie Jasper
- Diana Allen som Gertrude Dempsey
- Edgar Nelson som Eddie Lamb
- Billie Dove som Dorothy Wells
- Mac Barnes som Andrea Dempsey
- William T. Hayes som G.W. Battles